# Apatozaury
Apatozaury – podrodzina dinozaurów z rodziny diplodoków,  grupy zauropodów.

## Pożywienie
Roślinożerne.

## Opis
Potężne, czworonożne. Mała głowa osadzona na końcu dość długiej szyi. Solidne kończyny, tylne większe od przednich. Długi ogon.

## Rodzaje
- Apatozaur
- Brontozaur
- Eobrontozaur